# Rambla Nogalte
La rambla de Nogalte es un curso de agua tributario del río Guadalentín, afluente a su vez del río Segura, dentro de los términos municipales de Vélez-Rubio (Almería, España), Puerto Lumbreras y Lorca (Región de Murcia). Se origina en la sierra de las Estancias, en Vélez-Rubio para pasar en seguida a la Región de Murcia, donde atraviesa Puerto Lumbreras y la pedanía lorquina de Campillo. Su cuenca es de 139 km² y su lecho es amplio y pedregoso, consecuencia de las grandes avenidas que se producen periódicamente.
No existe una conexión directa con el río Guadalentín debido a que la actividad agrícola de la zona ha invadido el cauce en el tramo que discurre paralelo a la Sierra de Almenara hasta la carretera Lorca-Águilas. Es a partir de este punto donde la rambla vuelve a estar definida hasta desembocar en el Guadalentín entre las pedanías lorquinas de Hinójar y La Hoya.
Rambla de Nogalte, junto al Cabezo de la Jara está catalogada como L.I.C. (Lugar de Importancia comunitaria).

## Naturaleza
La vegetación natural presenta grandes diferencias entre la cabecera de la rambla, sector en el que se registra una pluviosidad mayor y en la que se encuentra vegetación arbustiva de enebro, lentisco, espino negro o acebuche, y su desembocadura, más seca, donde predomina el esparto, la tapenera, el romero o tomillo. En algunas zonas de monte perviven algunos grupos aislados de pinos, carrasca, restos de encinar y olmos aislados. Destacan tramos de la rambla en los que se mantiene una vegetación característica asociada a cursos de agua: bosques en galería formados por carrizos, baladre, juncales y especies arbóreas de ribera, como los álamos y olmos.

El área cultivada se concentra fundamentalmente en su tramo final, cuando se produce un ensanchamiento progresivo de su cauce, atravesando un amplio abanico aluvial originado por sus propios aportes torrenciales. Aquí predominan los cultivos de secano (almendros, olivos, granados e higueras). En las zonas más altas, son escasos los terrenos cultivados, alternando los secanos con algún sector de regadío tradicional.

La rambla sirve de cobijo a un gran número de especies de fauna silvestre (pájaros mosquiteros, culebras de escalera, liebres, conejos …etc) que conviven con otras especies protegidas como la tortuga mora o el águila perdicera. 

## Climatología

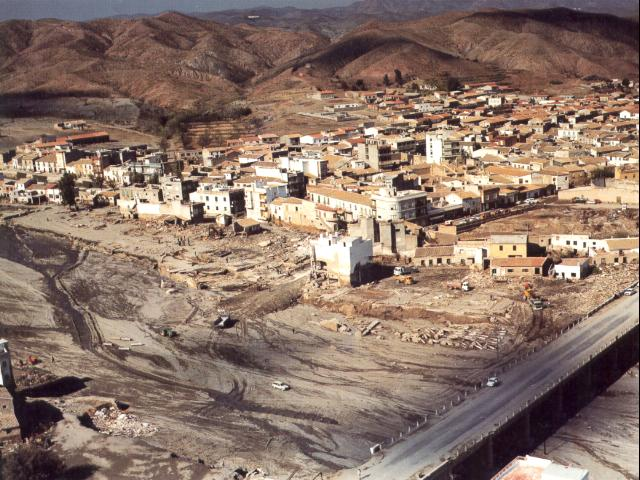
Imagen aérea de la riada

La mayor parte del territorio que drena la rambla está dentro de la isoyeta de precipitación media anual de 400 mm, con una diminución en los meses de verano, siendo los meses de abril y octubre los que reciben más lluvia.
Sin embargo, el dato característico es la gran concentración de las precipitaciones en cortos periodos de tiempo y que pueden ocasionar fuertes escorrentías superficiales. En algunas ocasiones, con lluvias de carácter extraordinario, se han producido riadas con consecuencias catastróficas como las de octubre de 1948, octubre de 1973 y septiembre de 2012.

### Riada de 19 de octubre de 1973

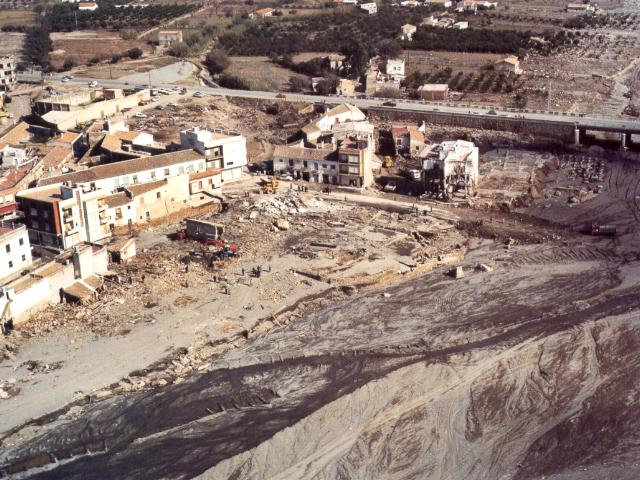
Imagen aérea de la riada

La riada más destructora de las que se tiene noticia acaeció el 19 de octubre de 1973 tras lluvias de más de 300 mm en algunas zonas y 173 mm en el observatorio de Rambla Nogalte. Esto provocó una avalancha de 1.974 m³/s, 814 m³/s de los cuales eran aporte sólido, lo que supuso un caudal específico de 14.200 l/s/km² provocando 84 muertos en Puerto Lumbreras, que además fue gravemente afectada por la inundación. Quedaron prácticamente destruidos la plaza de Abastos, el matadero, la estación elevadora de agua potable o la fuente pública de Los Caños, además de numerosas viviendas, y daños en arbolado, cauces de riego, caminos rurales y miles de cabeza de ganado. Tan intensa fue la avenida que produjo además los desbordamientos de todas las ramblas de la zona.

### Riada de 28 de septiembre de 2012
Tras la inundación de 1973 se procedió a la canalización de la rambla a su paso por el municipio de modo que no se pudiera repetir esta situación. En septiembre de 2012 y como consecuencia de lluvias torrenciales, que fueron de 179,2 mm en el observatorio de Rambla Nogalte, pero en otras zonas cercanas como Cabezo de la Jara se superaron los 300 mm. Se alcanzó un caudal de 2.489 m³/s y 4,67 m en Puerto Lumbreras, superior al de 1973, pero no provocó daños en el núcleo urbano, aunque sí en el campo. El caudal se mantuvo por encima de los 2000 mª/s entre las 12:20 h y las 14:05 h. pero las obras existentes, además del carácter endorreico de la cuenca impidieron que el caudal llegara al Segura.

## Aprovechamiento del agua: el sistema de caño y contracaño

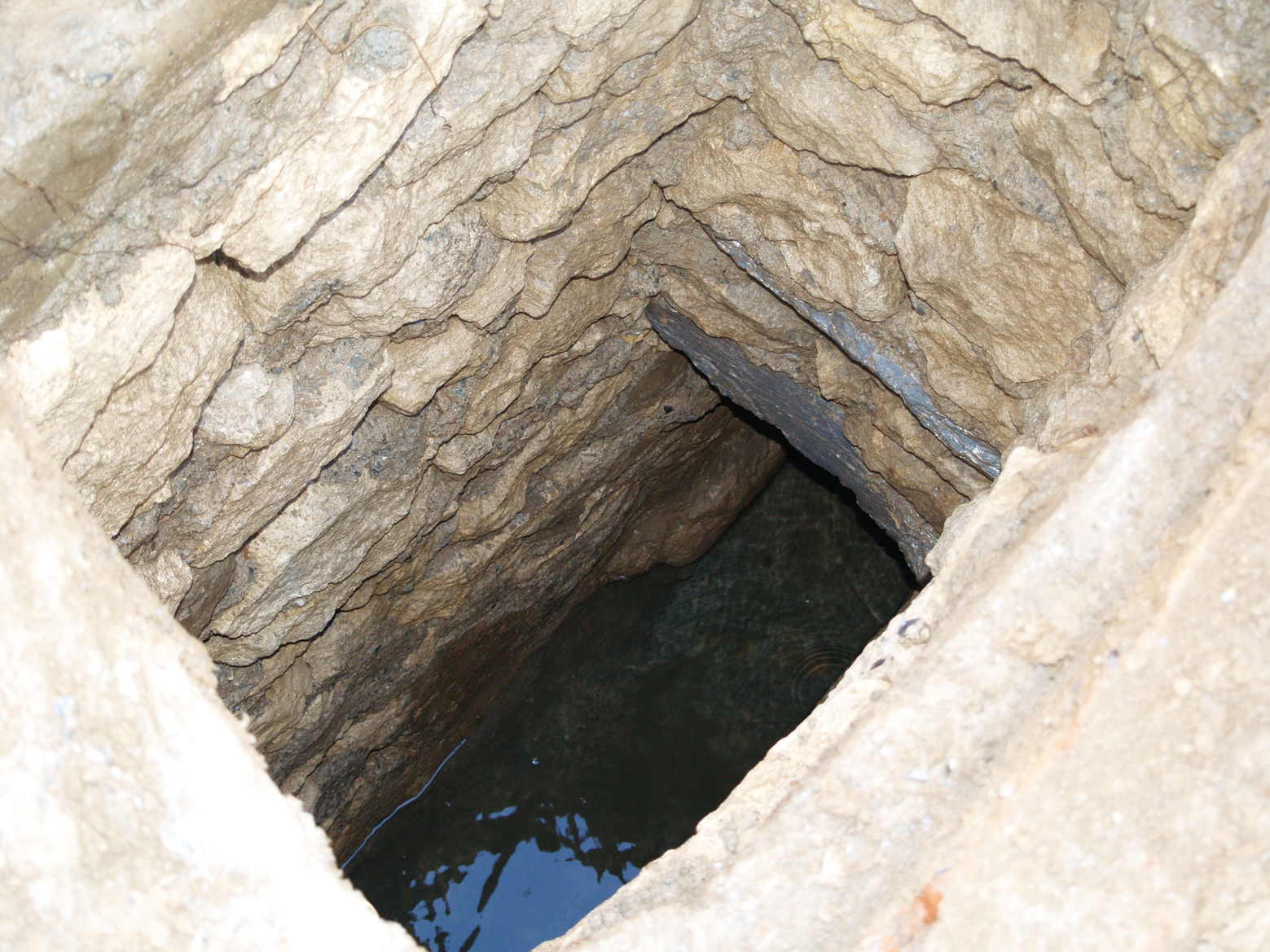
Detalle de una de las lumbreras

Bajo la rambla discurre un curso regular subterráneo de agua que ha sido aprovechada mediante sistemas de galerías asociadas a presas subálveas, lo que ha influido en la consolidación del casco urbano de Puerto Lumbreras, su desarrollo socioeconómico e incluso en la propia toponimia, de Puerto Nogalte a Puerto Lumbreras.

Este sistema se puso en marcha tras el inicio de la roturación de las tierras del campo de Nogalte, en el primer tercio del siglo XVIII, creándose una compleja infraestructura hidráulica que mejoró el aprovechamiento de las aguas de la rambla. Estaba compuesto por el caño viejo, una galería filtrante de 800 metros de longitud que cuenta con 15 lumbreras que permiten el acceso al interior para su limpieza o reparación, una presa subálvea que corta la circulación de las aguas y el contracaño o caño nuevo, una galería que desde la presa conduce las aguas hasta la Fuente del Caño, donde había también un abrevadero y un lavadero.

## Vía natural de paso

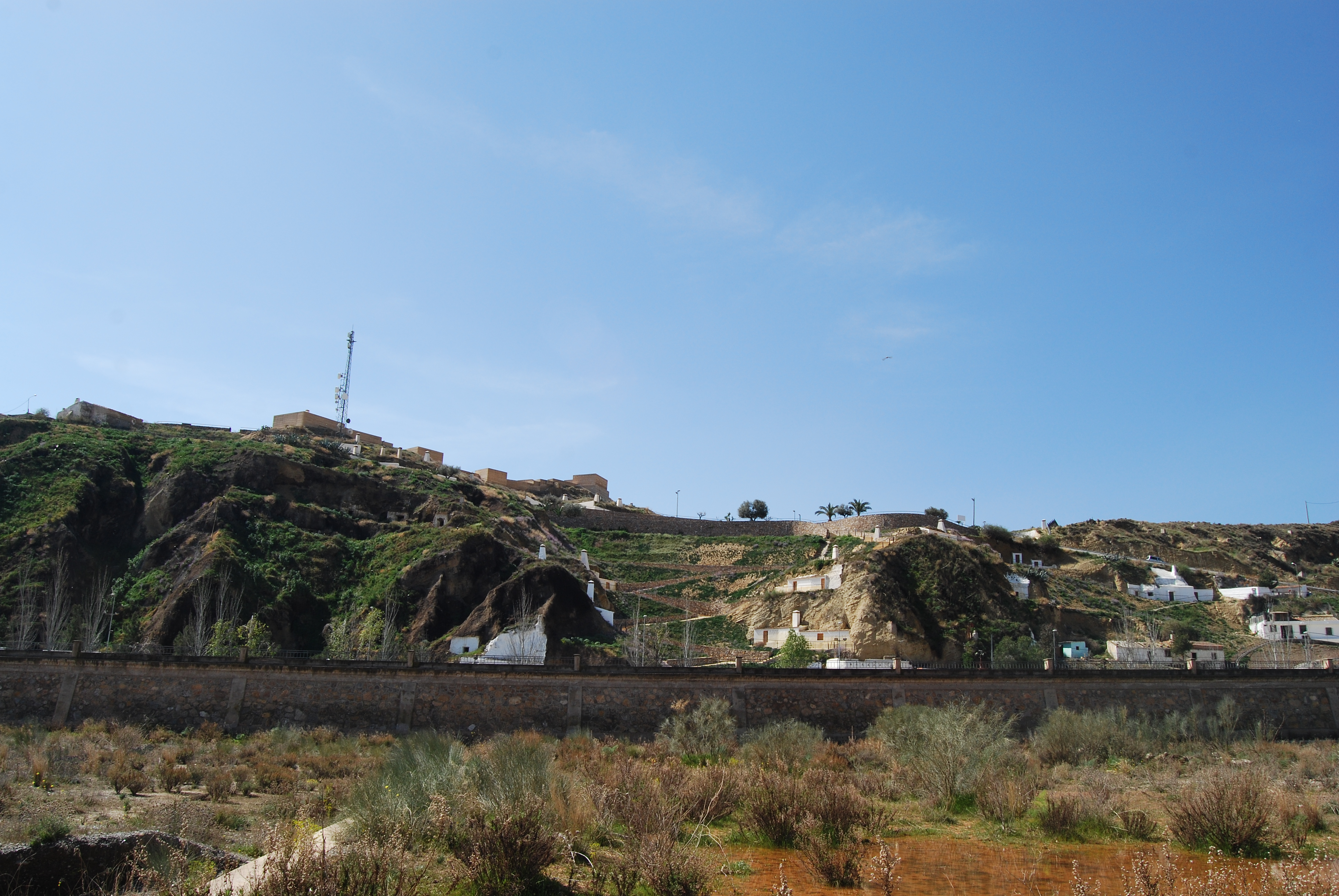
El castillo desde la rambla

Desde la prehistoria la rambla ha sido utilizada como un paso que comunicaba las tierras altas de Andalucía con el valle del Guadalentín, y a través de éste hacia el valle del Segura o el litoral. La importancia de esta vía explica la temprana ocupación del cerro del Castellar que se remonta a la Edad del Bronce.
Aquí se encuentra el yacimiento argárico de Barranco de las Cuevas, un poblado en altura, próximo a otros yacimientos como el Barranco de la Peña Blanca III (400 m al noroeste), Loma del Tío Ginés (300 m al Sur) o Cabezo del Puerto (800 m al suroeste).

Durante la Edad Media se refuerza la importancia estratégica con la construcción del Castillo de Nogalte, fortaleza que custodiaba la frontera entre Castilla y el Reino de Granada controlando el camino hacia Almería a través del valle de Almanzora y hacia Granada a través de la rambla de Nogalte.

## Feria de ganado
En sus comienzos la tradicional Feria del Ganado de Puerto Lumbreras se celebraba en el cauce de la rambla. Este mercado tiene su origen a finales del siglo XIX, en los tratos que ganaderos y agricultores realizaban para que estos últimos adquiriesen las bestias que necesitaban para las tareas agrícolas.

Con el paso del tiempo acudían cada vez más ganaderos de toda la zona, incluso de provincias vecinas, por lo que se fundó una segunda feria en 1927 que tenía lugar el mes de noviembre.

## Galería
|                                                 |
| Vista de la rambla desde el Castillo de Nogalte |

|                                          |
| La rambla a su paso por Puerto Lumbreras |

|                                |
| Detalle del cauce de la rambla |

|                                                  |
| Imagen del contracaño bajo el cauce de la rambla |

|                                                             |
| Ilustración del sistema caño y contracaño realizada en 1770 |